# 1708 Pólit
Az 1708 Pólit (ideiglenes jelöléssel 1929 XA) a Naprendszer kisbolygóövében található aszteroida. Josep Comas Solá fedezte fel 1929. november 30-án, Barcelonában.